# Familiäre Primäre Hypomagnesiämie
Die Familiäre Primäre Hypomagnesiämie ist eine sehr seltene angeborene Störung der Magnesiumaufnahme, die zu einem Magnesiummangel mit tetanischen Muskelkrämpfen führt.
Von einer Hypomagnesiämie spricht man, wenn die Magnesiumkonzentration im Blutserum weniger als 1, 8 mg/dl bzw. weniger als 0,70 mmol/l beträgt.

## Ursache
Zugrunde liegt meist eine Störung der Resorption im Dünndarm, mitunter auch der Rückresorption in den Nierenkanälchen.
Eine erhöhte Ausscheidung bei einer Hyperkalzämie oder bei Medikamenten wie Furosemid kann auch eine Hypomagnesiämie erzeugen, siehe dazu erworbener Magnesiummangel.

## Formen
Häufigere Erkrankungen, die zu einer Hypomagnesiämie führen können, sind das Gitelman-Syndrom und ähnliche Tubulopathien, mit gestörter Rückresorption in der Niere, Hypomagnesiämie-Hyperkalziurie-Syndrome wie FHHNC (s. u.) oder Bartter-Syndrom sowie Mitochondriopathiem wie das Kearns-Sayre-Syndrom.
Die medizinischen Datenbanken Orphanet und OMIM führen zum Stichwort Hypomagnesiämie folgende Erkrankungen:
- FHHNC, Synonym: Michellis-Castrillo-Syndrom[4]
  - FHHNC mit schwerer Augenbeteiligung, Synonyme: Meier-Blumberg-Imahorn-Syndrom; Hyperkalziurie – bilaterales Makulakolobom, Mutationen im CLDN19-Gen[5][6]
  - FHHNC ohne schwere Augenbeteiligung, Synonyme: Familiäre Hypomagnesiämie mit Hyperkalziurie und Nephrokalzinose ohne schwere Augenbeteiligung; HOMG3; Hypomagnesiämie, renale, Typ 3, Mutationen im CLDN16-Gen[7][8]
- HOMG4, Synonym: Hypomagnesemia, Renal, Normocalciuric, Mutationen im EGF-Gen[9]
- HOMG6, Synonym: Hypomagnesemia 6, Renal, Mutationen im CNNM2-Gen[10]
- HOMG7, Synonym: Hypomagnesemia 7, renal, with or without dilated cardiomyopathy, Mutationen im RRAGD-Gen[11]
- Hypomagnesemia, Hypertension, And Hypercholesterolemia, Mitochondrial[12]
- Isolierte autosomal-dominante Hypomagnesiämie Typ Glaudemans, Synonym: englisch Isolated autosomal dominant hypomagnesemia, Glaudemans type; Episodic Ataxia, Type 1, Mutationen im KCNA1-Gen[13][14]
- Primäre Hypomagnesiämie-generalisierte Krampfanfälle-Intelligenzminderung-Adipositas-Syndrom, Synonyme: Hypomagnesiämie, primäre, CNNM2-assoziierte; Hypomagnesemia, Seizures, And Mental Retardation 1; HOMGSMR, Mutationen im CNNM2-Gen[15][16]
- Primäre Hypomagnesiämie mit Hypokalziurie, autosomal-dominant, Synonyme: Hypomagnesiämie, isolierte, autosomal-dominante Form, Hypomagnesiämie, renale, Typ 2; HOMG2; Isolierter Magnesiumverlust der Nieren, Mutationen im FXYD2-Gen[17][18]
- Primäre Hypomagnesiämie mit sekundärer Hypokalzämie, Synonyme: Hypomagnesiämie durch selektive Magnesiumaufnahme, Hypomagnesiämie, intestinale, Typ 1, Hypomagnesiämie, intestinale, mit sekundärer Hypokalzämie; HSH; PSH;HOMG1, Mutationen im TRPM6-Gen[19]
- Syndrom der primären Hypomagnesiämie mit refraktären Krämpfen und Intelligenzminderung, Mutationen im ATP1A1-Gen[20][21]

## Klinische Erscheinungen
Klinische Erscheinungen sind:
- bereits als Neugeborenes generalisierte tetanische Krämpfe.
- Herzrhythmusstörung, Lethargie, Tremor

## Diagnostik
Die Diagnose erfolgt durch Laboruntersuchung und kann durch humangenetische Untersuchung gesichert werden.

## Therapie
Die Behandlung erfolgt durch lebenslange Magnesiumsubstitution.